# Braintree (Metro de Boston)
Braintree  es una estación terminal en la línea Roja del Metro de Boston. La estación se encuentra localizada en 197 Ivory Street en Braintree, Massachusetts. La estación Braintree fue inaugurada el 22 de marzo de 1980. La Autoridad de Transporte de la Bahía de Massachusetts es la encargada por el mantenimiento y administración de la estación.

## Descripción
La estación Braintree cuenta con 2 plataformas centrales y 4 vías. La estación también cuenta con 1,281 de espacios de aparcamiento.

## Conexiones
La estación es abastecida por las siguientes conexiones: 
- Rutas de autobuses: 230  y 236